# Кунобелин

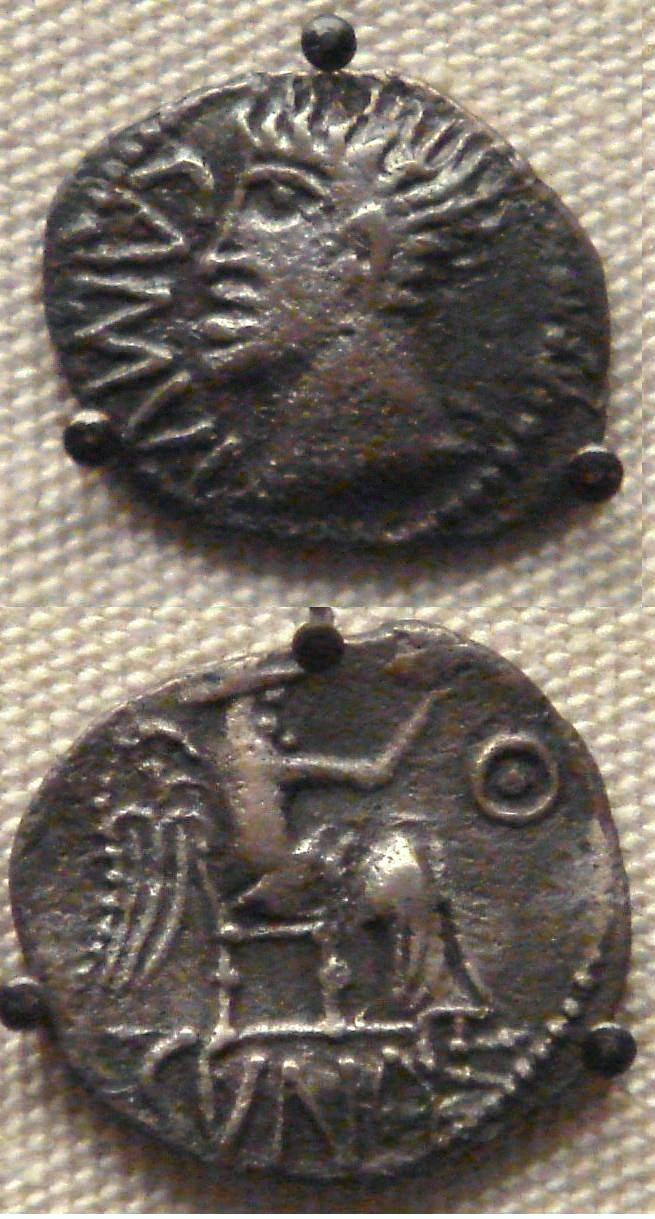
Монета Кунобелина

Кунобелин (дата рождения неизвестна — 43 год н. э.) — вождь кельтского племени тринобатов, обитавшего на юге Британии. Правил ориентировочно с 9 до 43 года н. э. О нём известно из нескольких упоминаний у древнеримских историков Светония и Диона Кассия и многочисленных монет, отчеканенных за время его правления. Прототип шекспировского Цимбелина.

## Жизнеописание
Был сыном Таскиована, вождя тринобатов. Вначале — соправитель отца (по предположительно существовавшей у тринобатов традиции двоецарствия). С 9 года Кунобелин правил единолично. У него было две столицы — Камулодун (современный Колчестер) и Верламион (современный Сент-Олбанс). В сравнении с другими поселениями островных кельтов эти считались крупными. Кунобелин первым стал использовать римский термин rex («царь») на своих монетах.
Кунобелин, как и его отец, был союзником Римской империи. Установил хорошие отношения с императорами, развивал торговлю, которая за время его правления значительно возросла. Его государство экспортировало рабов, серебро, золото, железо, кожи, охотничьих собак, а ввозило предметы роскоши, вина, изделия из стекла, посуду. Для поддержания оживлённой торговли был устроен порт у Камулодуна.
Вместе с тем Кунобелин проводил активную захватническую политику. В 25 году он стал хозяином почти всей южной и частично центральной Британии. Довольно скоро его могущество стало таять. В разных частях её начали править сыновья Кунобелина и другие родичи, которые в 34-35 годах начали между собой борьбу. В конце концов победил один из сыновей Кунобелина — Каратак, который и стал соправителем отца.
Его противники бежали к императору Клавдию и спровоцировали его вторжение в Британию в 43 году. Именно в этот год Кунобелин умер.

## Семья
Кунобелин имел сыновей Каратака, Админия, Тогодумна. Некоторое время соправителем Кунобеллина был его брат Эраттик и ещё один родственник Берик.